# Punrunata pulchra
Punrunata pulchra is een hooiwagen uit de familie Gonyleptidae.